# Човик и по
Човик и по је југословенска телевизијска серија из 1974. године са Борисом Дворником у главној улози.

## Улоге
| Глумац             | Улога                 |
| ------------------ | --------------------- |
| Борис Дворник      | Вице                  |
| Звонко Лепетић     | Марко                 |
| Анте Вицан         | Цоле                  |
| Ђуро Утјешановић   | Лука                  |
| Вида Јерман        | Стана                 |
| Мато Ерговић       | Поп                   |
| Илија Ивезић       | Божа                  |
| Петар Јелашка      | Павао                 |
| Берислав Муднић    | Петар                 |
| Лана Голоб         | Луција                |
| Лена Политео       | секретарица           |
| Звонимир Јурић     | шофер                 |
| Стјепан Пујић      | Мргуд                 |
| Дино Дворник       | Стођава               |
| Власта Кнезовић    | Шљивица               |
| Милорад Крстуловић | Гргулина              |
| Миа Оремовић       | Министрова жена       |
| Фахро Коњхоџић     | Скргаљица „Рецитатор” |
| Љубо Капор         | Гобета, помоћник      |
| Нада Суботић       | Паулина               |
| Јурица Дијаковић   | Други министар        |
| Асја Кисић         | Бабица                |
| Људевит Галић      | Конобар               |
| Крешимир Зидарић   | Петар звани „Рак”     |
| Адам Ведерњак      | Таксист               |
| Бранко Боначи      | Помоћник министра     |
| Иво Марјановић     | Министар              |
| Јозо Лепетић       | Сељак                 |
| Бранко Шпољар      | Министар              |